# Organisacion Liberal Arubano
Organisacion Liberal Arubano (Nederlands: Arubaanse Liberale Organisatie), kortweg OLA, is een voormalige politieke partij in Aruba, die actief was tussen 1991 en 2009. De partij is een centrum-liberale partij en is ontstaan door afsplitsing van de Movimiento Electoral di Pueblo (MEP).
De OLA werd eind 1991 opgericht door Glenbert Croes, oudste zoon van Betico Croes, oprichter en leider van de MEP. Eerder dat jaar had Croes de MEP de rug toegekeerd nadat deze hem niet als partijlid wilde toelaten. De MEP-leden Remie Zaandam, Marco Bislip en John van der Kuyp sloten zich bij de OLA aan. Naast oprichter was Croes tevens de eerste voorzitter, leider en lijsttrekker van de partij.

## Verkiezingen
De partij debuteerde bij de verkiezingen van 1993 en behaalde met 3.056 stemmen een zetel in de Staten van Aruba. Croes werd statenlid. Ondanks dat de partij zich bereid had verklaard om met alle partijen samen te werken bleef zij, samen met de AVP, in de oppositie. Bij de tussentijdse verkiezingen op 29 juli 1994 behaalde de partij twee zetels. De OLA werd coalitiepartner in het tweede kabinet Henny Eman, het eerste kabinet waarin de OLA regeringsdeelname had. In september 1997 verbrak de OLA de samenwerking toen de AVP kritiek had op Glenbert Croes vanwege diens vriendjespolitiek. Hierdoor werden de geplande verkiezingen van 1998 naar 1997 geschoven. De partij wist in 1997 beide zetels te behouden, ondanks een 10% stemmenverlies. Na het mislukken van de formatie-gesprekken tussen de AVP en de MEP, ging de OLA wederom met de AVP in zee in het derde kabinet Henny Eman, welk kabinet voortijdig viel in 2001. In beide kabinetten leverde de partij twee ministers, te weten Glenbert Croes en Lily Beke-Martinez. Nadat Croes tijdens de kabinetsformatie niet-ministeriabel bleek te zijn werd tussen 1998 en 2000 zijn ministerspost tijdelijk bezet door zijn broer, Junior Croes en door OLA-statenlid Willem Vrolijk. Vanwege verdere stemmenverlies bij de verkiezingen op 28 september 2001 behaalde de partij slechts een zetel en ook deze zetel verloor zij in 2005. In 2009 namen de OLA en de MSI op een gecombineerde lijst deel aan de statenverkiezingen. Lijsttrekker was de nieuwe partijleider, Edwin Duijneveld. De combinatie behaalde slechts 125 stemmen, waarna de OLA uit de actieve politiek verdween.

### Overzicht verkiezingsresultaten
| Jaar | Stemmen | Stemmen | Behaalde zetels | Statenleden                              | Bijzonderheden            |
| Jaar | abs.    | %       | Behaalde zetels | Statenleden                              | Bijzonderheden            |
| ---- | ------- | ------- | --------------- | ---------------------------------------- | ------------------------- |
| 1993 | 3.056   | 7.67    | 1               | Glenbert Croes                           | oppositie                 |
| 1994 | 4.415   | 11.2    | 2               | Willem Vrolijk Noris van Lis-Donata      | regeringscoalitie met AVP |
| 1997 | 3.976   | 8.8     | 2               | Glenbert Croes (tot 2000) Willem Vrolijk | regeringscoalitie met AVP |
| 2001 | 2.713   | 5.7     | 1               | Glenbert Croes                           | oppositie                 |
| 2005 | 1.725   | 2.04    | 0               | -                                        |                           |
| 2009 | 125     | 0.00    | 0               | -                                        | combinatielijst met MSI   |